# Mary Kornman

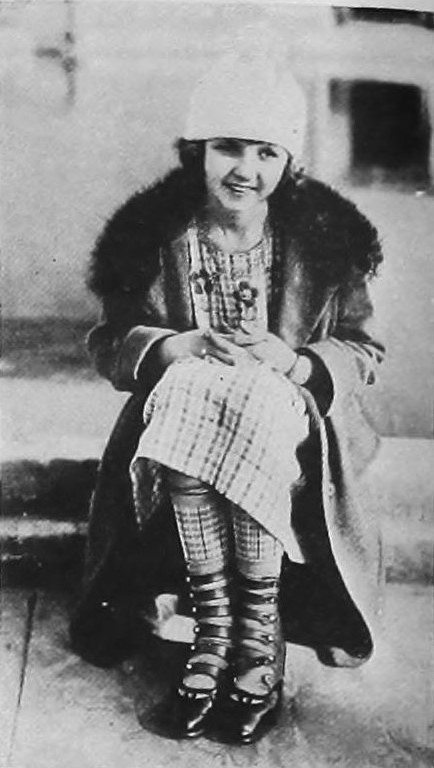
Mary Kornman (1924)

Mary A. Kornman (* 27. Dezember 1915 in Idaho Falls, Idaho; † 1. Juni 1973 in Glendale, Kalifornien) war eine US-amerikanische Schauspielerin. Als Kinderdarstellerin war sie das wichtigste weibliche Mitglied der Kleinen Strolche während ihrer Anfangszeit in den 1920er-Jahren.

## Leben
Mary Kornman wurde als Tochter des Fotografen Eugene Kornman (1897–1978) geboren, der für die Hal-Roach-Filmstudios Standfotos machte. Durch die Arbeit ihres Vaters gelangte auch Mary in die Filmindustrie: Als Hal Roach im Jahre 1922 nach einer weiblichen Kinderdarstellerin für seine neubegründete Kurzfilm-Serie Die kleinen Strolche suchte, verpflichtete er die Tochter seines Studiofotografen. Mary Kornman wurde zu einem der größten Stars von Our Gang in ihren Anfangsjahren, unter ihrem Namen Mary trat sie in über 40 stummen Kurzfilmen der Kleinen Strolche zwischen 1922 und 1926 auf. Die blonde Kinderdarstellerin spielte ihre Figur sehr feminin und wurde von den Jungen der Reihe wie Mickey Daniels umschwärmt. Damit wurde Kornman zu einem Vorbild späterer „Leading Ladys“ der Kleinen Strolche, unter anderem Jean Darling und Darla Hood. Nach dem Film The Fourth Alarm (1926) verließ Kornman die Kleinen Strolche, weil sie mit elf Jahren zu alt für die Serie wurde.
Nach vier Jahren Abwesenheit vom Filmgeschäft kehrte sie 1930 für den Tonfilm Doctor’s Order auf die Leinwand zurück. Erneut unter Vertrag bei Hal Roach spielte sie von 1930 bis 1932 in der Kurzfilm-Komödienreihe The Boy Friends, eine Art Die kleinen Strolche für Jugendliche. Erneut war auch Mickey Daniels als ihr Filmpartner in Boy Friends eingesetzt. Kornman und Daniels hatten beide Gastrollen im Our-Gang-Kurzfilm Fish Hooky (1933), wo Korman mit nur 17 Jahren die Lehrerin der Kleinen Strolche darstellte. Nach der Einstellung der Boy Friends-Filmreihe war sie als weibliche Hauptdarstellerin in einer Reihe von B-Filmen zu sehen, etwa im Abenteuerfilm Queen of the Jungle (1935) neben Reed Howes sowie als Ladenbesitzerin und Geliebte von John Waynes Hauptfigur im Western Der Rodeo-Raub (1935). 1940 zog Korman sich nach über 90 Filmen aus dem Filmgeschäft zurück, nachdem sie in den Jahren zuvor kaum noch Erfolge verzeichnet hatte.
Um 1934 heiratete Mary Korman den Kameramann Leo Tover, die Ehe endete jedoch nach rund fünf Jahren in einer Scheidung. Später heiratete sie den Pferdetrainer Ralph B. McCutcheon (1899–1975), diese Ehe hielt bis zu ihrem Tod. Kornman und ihr Ehemann hatten keine Kinder und verbrachten ihre Zeit auf McCutcheons Pferderanch. Obwohl sie nach 1940 nie mehr direkt mit dem Filmgeschäft in Berührung kam, hielt sie Kontakt mit vielen alten Kollegen und sah in einem Interview von 1960 positiv auf ihre Zeit als Kinderdarstellerin zurück: „Es war Spaß, ein Mitglied der Kleinen Strolche gewesen zu sein. Es war spielen. Ich bedauere nichts … Wir brauchten nicht talentiert zu sein, was natürlich für Kinder ist. Ich denke, wir hatten eine priviligierte Kindheit mit diesen Filmen.“
Mary Kornman starb 1973 im Alter von 57 Jahren an einer Krebserkrankung. Sie und ihr zweiter Ehemann McCutcheon wurden auf dem Linn Grove Cemetery in Greeley (Colorado) bestattet. Ihre jüngere Schwester Mildred Kornman (1925–2022) spielte zwischen 1926 und 1935 ebenfalls in zahlreichen Our-Gang-Filmen, allerdings nur in Komparsenrollen, und wurde später Model.

## Filmografie (Auswahl)
- 1922–1926, 1933, 1937: Die kleinen Strolche (Our Gang)
- 1930–1932: The Boy Friends
- 1931: Are These Our Children
- 1933: Laurel und Hardy als Mitgiftjäger (Me and My Pal)
- 1933: College Humor
- 1933: Flying Down to Rio
- 1934: Madame Dubarry (Madame Du Barry)
- 1935: Der Rodeo-Raub (The Desert Trail)
- 1935: Queen of the Jungle
- 1937: Youth on Parole
- 1938: That Certain Age
- 1939: Zenobia, der Jahrmarktselefant (Zenobia)
- 1940: On the Spot